# Яловой, Фёдор Михайлович
Яловой Фёдор Михайлович (17 июня 1918, Алексеевка, Екатеринославская губерния — 30 октября 1979, Сумы) — советский учёный, литературовед и педагог. Кандидат филологических наук (1954), доцент (1955). Ректор Славянского педагогического института (1954—1959), ректор Сумского государственного педагогического института имени А. С. Макаренко (1959—1968).

## Биография
Родился 17 июня 1918 года в селе Алексеевка (ныне в Софиевском районе Днепропетровской области) в крестьянской семье.
В 1937 году, после окончания 10-летней школы, поступил в Запорожский государственный педагогический институт на факультет украинского языка и литературы, который окончил в 1941 году.
В 1941 году Софиевским РВК призван в ряды Красной армии и направлен на учёбу в Горьковское училище зенитной артиллерии, которое окончил в 1942 году в звании лейтенанта. Направлен на Ленинградский фронт. Прошёл путь от командира взвода до командира батареи 72-й отдельной Краснознамённой зенитной артиллерийской бригады.
2 января 1946 года демобилизовался из армии и в этом же году устроился на работу в Криворожский государственный педагогический институт: старший преподаватель кафедры украинской литературы, в 1947—1954 годах — декан филологического факультета.
В 1949 году сдал кандидатские экзамены при Одесском государственном университете имени И. И. Мечникова по специальности украинская литература. В 1954 году при Институте искусствоведения, фольклора и этнографии АН УССР защитил диссертацию «Советское поэтическое творчество рабочих Криворожья (1917—1950 годы)» и получил учёную степень кандидата филологических наук. В 1955 году утверждён в учёном звании доцента.
С 1954 года — ректор Славянского государственного педагогического института. В 1955—1959 годах — заведующий кафедрой украинского языка и литературы. Входил в редколлегию сборника «Научные записки».
С 1 сентября 1959 года — ректор Сумского государственного педагогического института имени А. С. Макаренко. 1 июля 1968 года освобождён от обязанностей ректора, переведён на должность доцента кафедры Украинской литературы, с 20 октября 1971 года — заведующий кафедрой.
30 июня 1979 года уволился из института по собственному желанию в связи с выходом на пенсию.
Умер 30 октября 1979 года в городе Сумы.

## Научная деятельность
Специалист в области проблем преподавания украинской литературы.
Автор 80 научных работ. Работы, посвящённые народному творчеству Криворожья, отмечены Максимом Рыльским. Монография, посвящённая творчеству Ивана Кочерги.

## Награды
- Орден Красной Звезды (14 ноября 1944);
- Орден Трудового Красного Знамени (1961);
- Дважды орден Отечественной войны 2-й степени;
- Отличник народного образования Украинской ССР (7 мая 1965);
- Медаль Макаренко;
- Медаль «За победу над Германией в Великой Отечественной войне 1941—1945 гг.» (13 сентября 1945);
- Медаль «За оборону Ленинграда»;
- 2 медали.